# Reduta (Bratislava)
Bratislavská Reduta je neoklasicistní budova na rohu ulic Mostová a Medená v hlavním městě Slovenska Bratislavě mezi Hviezdoslavovým náměstím a Náměstím Ľudovíta Štúra.
Budova byla postavena v letech 1913–1919 na místě staré městské sýpky. Projekt zhotovili architekti Dezső (Dezider) Jakab a Marcell Komor. Svého času byla místem zábav, estrád, uměleckých vystoupení a různých společenských shromáždění obyvatel Bratislavy. Od 50. let 20. století v budově Reduty sídlí Slovenská filharmonie.